# Maja Jošida
Maja Jošida (* 24. srpen 1988 Nagasaki) je japonský profesionální fotbalista, který hraje na pozici středního obránce za americký klub Los Angeles Galaxy a za japonský národní tým, jehož je kapitánem.

## Reprezentační kariéra
V reprezentačním A-mužstvu Japonska debutoval v roce 2010.
Maja Jošida se s japonskou reprezentací zúčastnil Mistrovství světa 2014 v Brazílii.

### Reprezentační zápasy
Platí k listopadu 2020
| Japonsko | Japonsko | Japonsko |
| Roky     | Záp.     | Góly     |
| -------- | -------- | -------- |
| 2010     | 1        | 0        |
| 2011     | 12       | 2        |
| 2012     | 9        | 0        |
| 2013     | 15       | 0        |
| 2014     | 11       | 1        |
| 2015     | 13       | 3        |
| 2016     | 10       | 3        |
| 2017     | 9        | 1        |
| 2018     | 9        | 0        |
| 2019     | 11       | 1        |
| 2020     | 4        | 0        |
| Celkem   | 104      | 11       |